# الحلقات المنسية
الحلقات المنسية هي الرواية رقم 71 من سلسلة ما وراء الطبيعة التي تصدرها المؤسسة العربية الحديثة ضمن روايات مصرية للجيب للكاتب أحمد خالد توفيق. تُعدُّ السلسلة أول سلسلة روايات عربية في أدب الرعب.
مقدمة
من جديد نحن في الانتظار جوار الهاتف .. لو كنت تشعر بخوف غامض .. لو كنت تسمع من يتسلل في الردهة الآن، وعندك ألف يقين أنه ليس مجرد لص .. لو كانت خزانة الثياب تنظر لك في حدة عندما تدير ظهرك .. لو كان جهاز التليفزيون يعرض أفلاماً لم ينتجها بشرى .. لو كانت ساقك تقوم بجولة وحدها في المنزل، فلا تتردد .. إننا ساهرون هنا ومعنا الدكتور (رفعت إسماعيل) .. سوف نحل مشكلتك في دقائق، وإن لم نستطع فلسوف تحرك صرخات استغاثتك خيال آلاف المستمعين الساهرون معنا الآن ..! 

## مقتطفات من الكتاب
- “أخطر الناس طرًّا هم المتحمسون .. سوف ينتهي العالم يومًا على يد واحد متحمس ..”
- “شريف: هذا جميل .. لكننا مازلنا في انتظار أول مكالمة .. رفعت: لماذا؟ .. أنا مستمتع جدًا .. أتكلم في الموضوع الوحيد الذي يروق لي فعلًا وهو أنا .. للمرة الأولى أتمنى أن تتأخر هذه المكالمة .. ككل إنسان أتمنى أن تصدر جريدة مخصصة للكلام عن آرائي في الحياة، وعلى صفحاتها الأولى أخبار عن إستيقاظي من النوم وخروجي من الحمام . إلخ .. أنا مندهش لماذا يضيع الناس وقتهم في الكلام عن المال والفلسفة و السياسة ولا يكرسون حياتهم للكلام عني أنا .. (رنين الهاتف) شريف: للأسف يبدو أننا سنتكلم في أمور مملة لا تهمك من جديد ..”
- “شريف (في غيظ): كنت أحسب أن عندك إجابات قاطعة .. رفعت: هذا عالم ما وراء الطبيعة يا صاحبي وليس فاتورة البقال .. سوف نموت دون أن نعرف .. سنموت ورأسنا يوشك على الانفجار من فرط علامات الاستفهام .. و عندما نعرف الحقيقة سيكون من المستحيل أن ننتفع بما عرفناه .. لقد رحل القطار وهأنتذا تقف على المحطة وحدك .. تتمنى اللحاق بمن عليه كي تخبرهم بما وجدت .. طبعًا هذا مستحيل .. حتى نفسك الأصلية تشعر بأنها على متن القطار .. لا يمكن أن تخبرها بما عرفت ..”

## أبطال الرواية
- د. رفعت إسماعيل عبد الحفيظ هي الشخصية الرئيسية في سلسلة ما وراء الطبيعة للكاتب المصري أحمد خالد توفيق. طبيب أعزب في السبعينات من عمره يروي ذكرياته عن سلسلة من الأحداث الخارقة للطبيعة التي تعرض لها في حياته، أو يروي تجارب أخرى عُرضت عليه بسبب الشهرة التي حققها في مجال الخوارق بعد نشر أخبار عن مغامراته في مجلات أمريكية، وحلوله ضيفاً دائماً على برنامج إذاعي مصري يحمل اسم بعد منتصف الليل.

## روابط خارجية
- سلسلة ما وراء الطبيعة.
- آراء القراء حول رواية أسطورة الغرباء على موقع أبجد
- لمعرفة المزيد من التفاصيل والآراء حول الموضوع راجع منتدى شبكة روايات التفاعلية[4]
- الموقع الرسمي للمؤسسة العربية الحديثة
- صفحة د.أحمد خالد توفيق على موقع دار ليلى للنشر.
- مقالات الكاتب بجريدة التحرير.
- مقالات الكاتب بمجلة إضاءات
- مقالات الكاتب بجريدة اليوم الجديد
- قصص مسلسلة للكاتب في موقع بص وطل
- مقالات للكاتب في مجلة الشباب المصرية
- صفحة أحمد خالد توفيق على موقع جود ريدز
- صفحة أحمد خالد توفيق على موقع أبجد